# Éric Rohmer
Éric Rohmer (eredeti nevén Jean-Marie Maurice Schérer) (Tulle, 1920. április 4. – Párizs, 2010. január 11.) francia filmrendező, író, kritikus.
A második világháború utáni francia új hullám filmkorszak kulcsfigurája. Alapítója és szerkesztője volt a Cahiers du cinéma francia filmes szaklapnak.
Pálytársai: Jean-Luc Godard, François Truffaut, Jacques Rivette, Agnès Varda, Jacques Demy, Claude Chabrol, Louis Malle, Alain Resnais és Roger Vadim.

## Élete
Éric Rohmer 1920. április 4-én született Désiré Schérer és Jeanne Monzat gyermekeként.
1942-1955 között Párizsban tanított. 1949-1963 között a Cahiers du cinéma filmkritikusa volt. 1950-től készített rövidfilmeket. 1951-1955 között újságíró volt. 1959-től nagyjátékfilmeket rendezett.

## Filmjei
- Bérénice (1954) (rövidfilm)
- Veronique és az ő ostoba barátja (1958) (rövidfilm)
- Charlotte és Veronique, avagy minden srácot Patricknak hívnak (1959) (rövidfilm) - író, rend.: Jean-Luc Godard
- Bemutatkozás, avagy Charlotte és az ő vékony barátja (1960) (rövidfilm)
- Az Oroszlán-jegyében (1962)
- A monceau-parki péklány, Erkölcsi példázatok-ciklus 1. (1962) (kisfilm)
- Susanne karrierje, Erkölcsi példázatok-ciklus 2. (1963) (kisfilm)
- Nadja Párizsban (1964) (rövidfilm)
- Pascalról (1965) (rövidfilm)
- Don Quichotte de Cervantès (1965) (dokumentumfilm)
- Edgar Poe rejtélyes történetei (1965) (dokumentumfilm)
- Párizs, ahogyan látja… (szkeccsfilm, többi rendező: Jean-Luc Godard, Claude Chabrol és mások, 1965)
- A férfigyűjtő, Erkölcsi példázatok-ciklus 4. (1967)
- Farmer a Montfaucon (1967) (dokumentumfilm)
- Entretien avec Mallarmé (1968) (dokumentumfilm)
- Louis Lumiére (1968) (dokumentumfilm)
- Éjszakám Maud-nál, Erkölcsi példázatok-ciklus 3. (1969)
- A beton a városban (1969) (tv-film)
- Claire térde, Erkölcsi példázatok-ciklus 5. (1970)
- Szerelem délután, Erkölcsi példázatok-ciklus 6. (1972)
- O. márkiné (1975)
- Perceval, a gall (1978)
- Cathrine de Heilbronn (1980) (tv-film)
- A pilóta felesége, avagy semmin sem lehet gondolkodni..., Komédiák és közmondások-ciklus 1. (1980)
- A jó házasság / A szép házasság - "Ki nem akarna merészeket álmodni, néha légvárakat építeni?", Komédiák és közmondások-ciklus 2. (1981)
- Pauline a strandon - "Aki túl sokat beszél, rosszat tesz magának.", Komédiák és közmondások-ciklus 3. (1982)
- Teliholdas éjszakák, Komédiák és közmondások-ciklus 4. (1984)
- A zöld sugár / Nyár, Komédiák és közmondások-ciklus 5. (1985)
- Idd meg a kávét! (1986) (rövidfilm)
- Reinette és Mirabella 4 kalandja (1987)
- A barátnőm barátja - "A barátom barátja az én barátom is.", Komédiák és közmondások-ciklus 6. (1987)
- Társasjátékok (1989) (tv-film)
- A tavasz meséje / Tavaszi mese, A négy évszak meséi-ciklus 1. (1990)
- A tél meséje / Téli mese, A négy évszak meséi-ciklus 2. (1991)
- A fa, a polgármester és a médiaközpont, avagy a hét véletlen (1994)
- Párizsi randevúk (1995)
- A nyár meséje / Nyári mese, A négy évszak meséi-ciklus 3. (1996)
- Az ősz meséje / Őszi mese, A négy évszak meséi-ciklus 4. (1998)
- Egy (angol) hölgy és a herceg (2001)
- Triplaügynök / Hármasügynök (2003)
- A piros kanapé (2005) (rövidfilm)
- Astrée és Céladon szerelmei (2007)

## Művei
- Alfred Hitchcock (1973)
- Charlie Chaplin (1973)
- Six Contes Moraux (1974)
- L'organisation de l'espace dans le “Faust” de Murnau (1977)
- The Taste for Beauty (1992)

## Díjai
- Max Ophüls-díj (1969)
- az amerikai filmkritikusok díja (1970)
- a New York-i filmkritikusok díja (1970)
- Louis Delluc-díj (1971)
- Méliés-díj (1971)
- cannes-i legjobb rendezés díja (1976)
- berlini legjobb rendezés díja (1983)
- velencei Arany Oroszlán díj (1986)
- Sergio Traselli-díj (1998)
- velencei Arany Oroszlán-életműdíj (2001)